# Pyrrosia princeps
Pyrrosia princeps là một loài thực vật có mạch trong họ Polypodiaceae. Loài này được (Mett.) C.V. Morton miêu tả khoa học đầu tiên năm 1970.